# Sober (canción de Kelly Clarkson)
Sober es la cuarta canción y a su vez, segundo sencillo del álbum "My December" de la cantante estadounidense Kelly Clarkson.

## Información
Sober se lanzó como el segundo sencillo del álbum siendo puesto en libertad el 23 de septiembre de 2007 en su edición para radio y días después, fue puesto en venta en tiendas digitales en su versión álbum.
A pesar de que la canción llegó al número uno en las listas de Filipinas, no tuvo gran éxito en Estados Unidos, ya que debutó en la posición #110 en el Billboard Hot 100 y la siguiente semana cayó a la posición #121. Debido a esto, no se rodó ningún tipo de video musical para este sencillo.
Esta canción fue utilizada en el episodio 133 titulado "Bizarro", de le séptima temporada de la serie Smallville.

## Listado de canciones
- CD Single[5]

| CD Single |                         |                                        |               |          |  |
| N.º       | Título                  | Escritor(es)                           | Productor(es) | Duración |  |
| 1.        | «Sober» (Radio Edit)    | Clarkson • Eubanks • Messer • McEntire | David Kahne   | 3:49     |  |
| 2.        | «Sober» (Call Out Hook) | Clarkson • Eubanks • Messer • McEntire | David Kahne   | 0:10     |  |

- Descarga digital[6]

| Descarga digital |         |                                        |               |          |  |
| N.º              | Título  | Escritor(es)                           | Productor(es) | Duración |  |
| 1.               | «Sober» | Clarkson • Eubanks • Messer • McEntire | David Kahne   | 4:52     |  |

## Listas
| Chart (2007)                            | Peak position |
| --------------------------------------- | ------------- |
| EE. UU Billboard Pop 100                | 110           |
| EE. UU Billboard Bubbling Under Hot 100 | 10            |
| Filipinas Chart                         | 1             |
| Indonesia Chart                         | 16            |